# کلاس ملکه
کلاس ملکه (女王の教室 Joō no Kyōshitsu) (The Queen's Classroom) یک مجموعه تلویزیونی ژاپنی درمورد مایا آکوتسو (یوکی آمامی)، یک معلم جدید در مدرسه هانزاکی است. قسمت آخر آن به ریتینگ ۲۵٫۳٪ در منطقه کانتو رسید. در ۱۷ و ۱۸ مارس ۲۰۰۶، دو قسمت ویژهٔ دنباله پخش شد و به ریتینگ ۲۱٫۲٪ رسید. یک بازخلق محصول کره جنوبی با همین نام در سال ۲۰۱۳ پخش شد.